# Campeonato Sub-17 de la AFC 1990
El Campeonato Sub-16 de la AFC 1990 fue la cuarta edición del torneo de fútbol a nivel de selecciones sub-17 más importante de Asia organizado por la Confederación Asiática de Fútbol y que sirvió como la eliminatoria para el Mundial Sub-17 de 1991.
Catar venció en la final al anfitrión Emiratos Árabes Unidos para ser campeón del torneo por primera vez.

## Eliminatoria

### Grupo 1
Jordania eliminó a Yemen e Irán en el grupo jugado en Persépolis, Irán.

### Grupo 2
Catar eliminó a Irak, Omán y Siria en el grupo jugado en Muscat, Omán.

### Grupo 3
Arabia Saudita eliminó a Kuwait y Baréin en el grupo jugado en Manama, Baréin.

### Grupo 4
India eliminó a Nepal y Pakistán en el grupo jugado en Katmandú, Nepal.

### Grupo 5
Corea del Sur eliminó a Tailandia, Malasia y Bangladés en el grupo jugado en Bangkok, Tailandia.

### Grupo 6
China eliminó a Corea del Norte, Macao y Hong Kong en el grupo jugado en Kunming, China.

### Grupo 7
Indonesia eliminó a Filipinas, Japón y Brunéi en el grupo jugado en Yakarta, Indonesia.

## Fase de grupos

### Grupo A
Todos los partidos se jugaron en Dubái.
| País     | Pts | J | G | E | P | GF | GC |
| -------- | --- | - | - | - | - | -- | -- |
| UAE      | 5   | 3 | 2 | 1 | 0 | 8  | 1  |
| China    | 5   | 3 | 2 | 1 | 0 | 6  | 1  |
| India    | 2   | 3 | 1 | 0 | 2 | 2  | 6  |
| Jordania | 0   | 3 | 0 | 0 | 3 | 1  | 9  |

19-10-90
| UAE | 3 - 0 | India |

| China | 3 - 0 | Jordania |

21-10-90
| China | 3 - 1 | India |

| Jordania | 1 - 5 | UAE |

23-10-90
| India | 1 - 0 | Jordania |

| UAE | 0 - 0 | China |

### Grupo B
Todos los partidos se jugaron en Sharjah.
| País           | Pts | J | G | E | P | GF | GC |
| -------------- | --- | - | - | - | - | -- | -- |
| Catar          | 3   | 2 | 1 | 1 | 0 | 3  | 0  |
| Indonesia      | 2   | 2 | 0 | 2 | 0 | 1  | 1  |
| Corea del Sur  | 1   | 2 | 0 | 1 | 1 | 1  | 4  |
| Arabia Saudita | 0   | 0 | 0 | 0 | 0 | 0  | 0  |

20-10-90
| Corea del Sur | 1 - 1 | Indonesia |

22-10-90
| Catar | 3 - 0 | Corea del Sur |

24-10-90
| Indonesia | 0 - 0 | Catar |

## Fase final

### Semifinales
26-10-90
| UAE | 2 - 0 | Indonesia |

| Qatar | 1 - 0 | China |

### Tercer lugar
28-10-90
| China | 5 - 0 | Indonesia |

### Final
29-10-90
| Qatar | 2 - 0 | UAE |

## Campeón
| Campeonato Sub-16 de la AFC 1990 |
| -------------------------------- |
| Bandera de Catar                 |
| Qatar 1º Título                  |

## Clasificados al Mundial Sub-17
| - Catar | - UAE | - China |